# Día de la Medicina Peruana
El Día de la Medicina Peruana es una conmemoración que se celebra en Perú cada 5 de octubre en recuerdo al sacrificio y fallecimiento del joven estudiante de medicina y científico cerreño Daniel Alcides Carrión, quien el 27 de agosto de 1885 se inoculó sangre contaminada con la bacteria Bartonella bacilliformis para contraer la «verruga peruana» o «fiebre de La Oroya» ―ahora conocida como «enfermedad de Carrión»―, a modo de estudiar su desarrollo y evolución en el infectado, falleciendo el 5 de octubre de ese mismo año.
La celebración fue establecida por el segundo gobierno de Augusto B. Leguía en 1937, denominando la fecha como «Día del Estudiante de Ciencias Médicas» o el «Día de la Medicina».
El 7 de octubre de 1991 se promulgó la Ley 25342 en la cual se le declara a Daniel Alcides Carrión García como Héroe Nacional; posteriormente la Ley 29799, del 12 de octubre del 2011, lo reconoce como Héroe Nacional, Mártir y Maestro de la medicina en el Perú.